# Sūstān-e Soflá
Sūstān-e Soflá (persiska: سوستان سفلی) är en ort i Iran.   Den ligger i provinsen Västazarbaijan, i den nordvästra delen av landet, 500 km väster om huvudstaden Teheran. Sūstān-e Soflá ligger 1 416 meter över havet och antalet invånare är 168.
Terrängen runt Sūstān-e Soflá är lite bergig.Runt Sūstān-e Soflá är det ganska tätbefolkat, med 80 invånare per kvadratkilometer. Närmaste större samhälle är Ālvātān, 6,9 km sydväst om Sūstān-e Soflá. Trakten runt Sūstān-e Soflá består till största delen av jordbruksmark.